# Adlergrund
Adlergrund (polska: Ławica Orla) är ett grund på internationellt vatten mellan Rügen och Bornholm. Det tillhör Tysklands exklusiva ekonomiska zon. Grundet utgör ett tyskt naturskyddsområde.